# Marea (sommergibile)
Il Marea è stato un sommergibile della Regia Marina, appartenente alla classe Tritone.

## Storia

### Attività bellica
Costruito nel cantiere navale di Monfalcone, ebbe sostituite le eliche a passo costante con quelle a passo variabile, a causa di vari malfunzionamenti alle prime.
Dopo l'addestramento, svoltosi nell'Adriatico settentrionale, si trasferì a Napoli il 1º agosto 1943 al comando del sottotenente di vascello Attilio Russo.
Fino all'armistizio compì in tutto 2 missioni offensive e 5 di trasferimento, per un totale di 2371 miglia di navigazione in superficie e 327 in immersione.
Il 3 settembre uscì in mare per contrastare l'ormai prossimo (così almeno si riteneva) sbarco alleato in Calabria ma fu fatto tornare in porto poco dopo, non avendo trovato nessuna nave nemica.
Il 7 settembre fu nuovamente inviato nel basso Tirreno nel corso del «Piano Zeta», che prevedeva l'impiego della residua flotta di sommergibili contro lo sbarco alleato; l'indomani, tuttavia, in seguito all'annuncio dell'armistizio, diresse per Bona ove si consegnò agli Alleati.
Fu poi trasferito a Malta (il 16 settembre 1943, assieme ad altri cinque sommergibili, scortato dal cacciatorpediniere Isis), a Taranto (il 6 ottobre 1943, assieme a cinque altri sommergibili, fra cui il gemello Vortice, e a varie altre unità) ed infine a Brindisi.
Durante la cobelligeranza svolse due missioni speciali (dal 3 al 9 novembre e dal 23 al 29 dicembre 1943) sbarcando spie nei pressi di Cortellazzo.
Dal febbraio 1944 al maggio 1945 fu impiegato alle Bermuda, e successivamente nella Naval Submarine Base New London di Groton (Connecticut) per esercitazioni antisommergibile alleate, svolgendo ben 139 missioni di questo tipo.

### Il trattato di pace e la cessione all'Unione Sovietica
Al termine del conflitto, in base alle clausole del trattato di pace il battello venne assegnato all'Unione Sovietica, che ottenne una cospicua copia di naviglio e venne radiato il 1º febbraio 1948 in attesa della consegna ai sovietici che avvenne nel febbraio dell'anno successivo a Valona. Per tutte le navi assegnate ai sovietici la consegna sarebbe dovuta avvenire nel porto di Odessa, ad eccezione della corazzata Giulio Cesare e dei due sommergibili Nichelio e Marea, la cui consegna era prevista nel porto albanese di Valona, in quanto la Convenzione di Montreux non consentiva il passaggio attraverso i Dardanelli di navi da battaglia e sommergibili appartenenti a stati privi di sbocchi sul Mar Nero. Le tre unità partirono da Augusta con equipaggi della marina mercantile sotto le sigle provvisorie Z 11 (Cesare), Z 13 (Marea) e Z 14 (Nichelio).  A Valona avvenne subito il trasferimento temporaneo alla commissione sovietica, guidata dal contrammiraglio Levčenko, quindi il 6 febbraio 1949 venne formalizzata la cessione della corazzata e il giorno seguente, 7 febbraio, quella dei due sommergibili.
Il Marea venne rinominato I-41 e parti` il 15 febbraio, insieme alle altre due unità, verso la sua nuova base di Sevastopol, dove giunse il 26 febbraio.  Il 16 giugno 1949 venne rinominato S-32 e svolse missioni di addestramento per la Flotta sovietica del Mar Nero  fino al 17 febbraio 1956. Venne radiato il 27 dicembre dello stesso anno per essere successivamente smantellato all'inizio degli anni sessanta.